# Roca de Miralles
La Roca de Miralles és una muntanya de 278 metres que es troba entre els municipis del Port de la Selva, Llançà i de Vilajuïga, a la comarca catalana de l'Alt Empordà.